# Droga krajowa B321 (Niemcy)
Droga krajowa 321 (niem. Bundesstraße 321) – niemiecka droga krajowa przebiegająca od skrzyżowania drogi B5 w Pritzier przez Schwerin do węzła Suckow na autostradzie A24 w Meklemburgii-Pomorzu Przednim.

## Miejscowości leżące przy B321

### Meklemburgia-Pomorze Przednie
Pritzier, Gramnitz, Toddin, Hagenow, Bandenitz, Warsow, Pampow, Schwerin, Crivitz, Friedrichsruhe, Bergrade Dorf, Parchim, Slate, Marnitz, Suckow.

## Historia
Pierwsza utwardzona droga została wybudowana pomiędzy Schwerinem a Parchimem w latach 1858-59. W latach 1868–71 wybudowano dalszy bieg tej drogi do brandemburskiego Putlitz.
W roku 1938 wyznaczono pomiędzy Pritzier a Schwerinem Reichsstrasse 321. W latach 60. XX w. wyznaczono pomiędzy Schwerinem a Pritzwalk Fernverkehrsstraße 321.
Po zjednoczeniu Niemiec połączono te dwa fragmenty w jedną Bundesstraße 321 z Pritzwalk przez Schwerin do Pritzwalk.
Od 2005 r. fragment od węzła Suckow na A24 do Pritzwalk nie jest częścią B 321.